# 磯貝龍乎
磯貝龍乎（1987年3月14日—），原名磯貝龍虎，日本男性演員，出身於北海道，隸屬經紀公司為ENA ENTERTAINMENT。

## 演出作品

### 舞台/音樂劇
- 「網球王子舞台劇 The Treasure Match 四天寶寺 feat.冰帝」 - 飾 千歲千里（A組演員）（2008年12月13日-2009年1月25日）
- 「網球王子舞台劇 Dream live 6th」 - 飾 千歲千里（A組演員）（2009年5月2日-3日　東京、5月9日-10日　神戸）
- 「網球王子舞台劇 The Final Match 立海 First feat. 四天寶寺」 - 飾 千歲千里（A組演員）（2009年7月-10月）

### 模特兒
- 東京コレクション
- モノグラム

### 電視廣告
- ビクトリア

## 相關網站
- 龍虎は元気でやってます （页面存档备份，存于）